# Isoetes truncata
Isoetes truncata är en kärlväxtart som först beskrevs av A. A. Eat., och fick sitt nu gällande namn av Willard Nelson Clute. Isoetes truncata ingår i släktet braxengräs, och familjen Isoetaceae. Inga underarter finns listade i Catalogue of Life.